# Portada/article desembre 28

## MissingNo.
MissingNo. (けつばん, Ketsuban), abreviatura de Missing Number, és una espècie de Pokémon no oficial que apareix als videojocs Pokémon Red, Pokémon Blue i Pokémon Yellow. La programació d'alguns esdeveniments d'aquests videojocs de rol produeix errors transitoris que permeten l'aparició d'un MissingNo., que és al cap i a la fi una distorsió gràfica del videojoc. IGN observà que la presència de MissingNo. a Pokémon Red i Pokémon Blue era un dels errors de videojocs més famosos i feu menció del seu paper en la popularització de la sèrie. Els fans s'han inventat històries per explicar els orígens de MissingNo. i incorporar-lo al cànon dels jocs com si fos un Pokémon real, mentre que els sociòlegs han estudiat el seu impacte sobre els jugadors i la cultura dels videojocs en general.